# Mirosława Wilińska
Mirosława Wilińska (ur. 1943, zm. 1994) – polska lekkoatletka, skoczkini wzwyż.

## Kariera
Brązowa medalistka mistrzostw kraju w skoku wzwyż (1965).
Dwukrotna reprezentantka Polski w meczach międzypaństwowych (1961, 1965).

## Rekordy życiowe
- Skok wzwyż – 1,63 (1965)[1]
- Bieg na 80 metrów przez płotki – 11,7 (1962)[1]